# Traité des neuf puissances

Copie du traité.

Le traité des neufs puissances est un traité international signé le 6 février 1922 dans le but de garantir la souveraineté de la république de Chine ainsi que la politique de la porte ouverte pour le commerce vers ce pays. Signé dans le cadre de la Conférence navale de Washington, ce traité engage les Etats-Unis, la République de Chine, le Japon, la France, le Royaume-Uni, les Pays-Bas, et le Portugal.